# Baltimora (banda)
Baltimora fue una banda italiana de italo disco, formada en Milán, Italia, en 1983 por el prominente músico de sesión Maurizio Bassi, en conjunto con otros músicos de sesión italianos. La banda es principalmente conocida por su sencillo "Tarzan Boy". En varios países europeos, incluida su Italia natal, Baltimora obtuvo un gran éxito y seguimiento.
Los componentes de la banda fueron Bassi (voz, teclado), Naymi Hackett (voz), Giorgio Cocilovo (guitarra líder), Claudio Bazzari (guitarra rítmica), Pier Michelatti (bajo) y Gabriele "Lele" Melotti (batería y percursión), a quienes más tarde se uniría Jimmy McShane, un cantante y bailarín norirlandés, quien fue reclutado por Bassi para ser la imagen representativa del grupo. Entre los miembros del grupo, Bassi era el líder intelectual, y fue el principal compositor de las canciones de la banda, junto con Naimy Hackett, mientras que McShane se acreditó sólo en unas cuantas piezas, en particular la balada "Survivor in Love".
Un dato que fue prácticamente desconocido durante mucho tiempo, de acuerdo con algunas fuentes, es que en realidad Bassi fue quien grabó la voz principal del hit "Tarzan Boy”, con Hackett y Silver Pozzolli en los coros, aunque McShane fue quien brindó su imagen y sincronización de labios para las presentaciones en vivo de la banda, así como en su respectivo vídeo.
Por otra parte, ha existido cierta discrepancia y confusión sobre si Baltimora era el nombre de un grupo como tal (aunque con cierto anonimato) o si era un pseudónimo asociado a la persona y figura visible principal de la banda (McShane). La versión más aceptada entre los italianos es que Baltimora era una banda.
A pesar de su corta trayectoria, la banda alcanzó un gran éxito gracias a su sencillo "Tarzan Boy". Sin embargo, es por esta misma canción que tanto en Estados Unidos como en el Reino Unido Baltimora suele ser considerada como una "one-hit wonder" (en español: "Maravilla de un éxito"). Entre 1985 y 1987 la banda publicó dos álbumes de estudio, ocho sencillos y cuatro vídeos musicales.

## Historia

### Inicios
A principios de 1984, Maurizio Bassi, un productor musical y músico para algunos actos en Italia se encontraba en busca de un nuevo proyecto artístico. Ese mismo año se encontró con Jimmy McShane, un técnico de emergencias médicas (EMT en inglés) quien trabajaba para la Cruz Roja en Irlanda del Norte, conocido como "Rubí" en la comunidad gay local. 
Le propusieron su proyecto y grabaron algunas voces con la finalidad de que fuera el líder visual del grupo, debido a su apariencia escuálida y a su gran talento con el baile. McShane se caracterizó por su ropa extravagante y holgada, por tener varios estilos de pelo y portar grandes gafas de montura roja.
También reclutó a otros músicos para grabar las canciones que finalmente aparecen en los álbumes Living in the Background (1985) y el segundo y definitivo Survivor in Love (1987).

### Living in the Background(1985)
Baltimora hizo la primera aparición musical a mediados de 1985 cuando estrenan su primer disco llamado Living in the Background. McShane supuestamente realizó la voz principal, aunque existe cierta controversia en torno a quién fue el cantante real. Mientras tanto, las canciones fueron escritas íntegramente en este trabajo por el dúo de Maurizio Bassi y Naimy Hackett. 
Es un álbum breve, originalmente de apenas 6 canciones y ha sido lanzado con al menos tres portadas diferentes: la más conocida es con McShane en el aire. El disco también se ha vuelto a publicar en diversas formas y con otros temas adicionales, aunque ninguna de estas versiones diferentes parece correlacionarse con ninguna en particular, ni siquiera en sus cubiertas.
Living in the Background contiene el gran hit "Tarzan Boy", un definitivo éxito de la escena synthpop ochentera. Este hit fue distribuido por la compañía EMI en Estados Unidos y acabó alcanzando el puesto número 13, llegando a mantenerse entre los 100 primeros puestos del ranking durante 6 meses. El sencillo vino acompañado de un colorista vídeoclip que usaba una estética cercana al cómic. McShane era gay y se cree que "Tarzan Boy" habla lo propio de su homosexualidad. 
"Living in the Background" fue el segundo sencillo del disco que lleva su nombre, y pretendió seguir el mismo camino de su antecesor, lanzado sólo unos meses antes. Sin embargo,  para su sorpresa fue un rotundo fracaso comercial. No ingresó a ninguna lista importante en Europa, y en Estados Unidos fue su último ingreso en Billboard, alcanzado un discreto número 87.
Este álbum incluyó otros sencillos interesantes y que también tenían algún contenido humorístico, como "Woody Boogie". Por último,  se lanzó "Juke Box Boy", un bonus track incluido en una edición canadiense del disco en 1986.

### Survivor in Love(1987)
En 1987 Baltimora puso a la venta un nuevo álbum para el mercado italiano llamado Survivor in Love, con un sonido un poco más maduro y del que se extrajeron cuatro sencillos. Es un trabajo algo más extenso que su predecesor, con 8 canciones nuevas y de estilos más diversos. 
Posteriormente, el álbum fue lanzado solamente en algunos países más, como Alemania, Reino Unido, Japón y México. Más tarde fue relanzado en 2003 en formato de CD a muchos más países, incluyendo Estados Unidos y Canadá, apovechando cierto renacimiento de la música dance y debido a la solicitud de fanes que no lo recibieron en sus países. La razón para no publicarlo de una forma más masiva en 1987, fue motivada por las escasas ventas de los sencillos de Living in the Background, con la única y notable excepción de "Tarzan Boy". 
El primer sencillo extraído de Survivor in Love fue "Key Key Karimba", promocionado con el vídeo mejor realizado por el grupo, y el que sería su último audiovisual.
El segundo sencillo es la canción que da título al disco "Survivor in Love", una balada de amor radicalmente distinta al resto del repertorio bailable de Baltimora y escrita por el propio McShane. Por último, aparecieron dos temas aún más intrascendetes: "Global Love", un dúo del norirlandés con la prácticamemte desconocida cantante Linda Wesley y finalmente, "Call Me in the Heart of the Night".
A pesar de las expectativas y debido al escaso apoyo de la discográfica en su promoción internacional, este trabajo pasó en general bastante desapercibido: fue el segundo disco y el último en la carrera de Baltimora.

### Baltimora se separa
Después del lanzamiento de Survivor in Love, sin ayuda del sello discográfico para producir un siguiente trabajo y sumado al escaso éxito obtenido, su líder Maurizio Bassi decidió que era hora de pasar a otros proyectos, disolvió Baltimora y continuó trabajando en la industria musical, contribuyendo con su conocimiento técnico y experiencia como productor y músico.
El sencillo "Tarzan Boy" se recuperó en el Billboard Hot 100 en marzo de 1993 con un remix, y alcanzó el puesto número 51, en el momento de su aparición en un comercial de Listerine así como también en un comercial de autos Daewoo a principios de los 90. La canción también apareció en las películas de Teenage Mutant Ninja Turtles III (1993) y Beverly Hills Ninja (1997).
McShane falleció el 29 de marzo de 1995, víctima del virus del VIH/sida.
Con posterioridad su música ha sido utilizada en un spot publicitario de Coca-Cola Light.

## Jimmy McShane
Algo más conocida es la biografía del propio Jimmy McShane, la cara y voz de Baltimora. Nació el 23 de mayo de 1957, en  Londonderry, Irlanda del Norte, Reino Unido.
Desde joven aprendió a tocar el bajo y la guitarra, y mostró gran habilidad para el baile. Hizo su debut tocando en pequeños locales de su ciudad natal y se presentó ante varias audiencias, sin tener gran éxito. Provenía de una familia humilde y conservadora, por lo que debió lidiar con el rechazo de su familia cuando les dijo que era gay.
En vista de su poco éxito artístico, decidió trabajar como técnico de emergencias médicas para la Cruz Roja en Irlanda del Norte.
No se conoce con precisión como fue su encuentro con la autora Naimy Hackett y el compositor Maurizio Bassi, hecho que fue crucial para su carrera en el medio. Después de algunos ensayos, decidieron llevar a cabo el proyecto musical al que denominaron Baltimora.
McShane se presentó con una banda prácticamente anónima ante el público con la canción "Tarzan Boy", que en 1985 se convirtió en el gran éxito de la temporada y ganó mucho reconocimiento en la cúspide de los rankings europeos, especialmente el italiano y el británico. Ese año participó en los festivales de música más grandes de Europa y en algunas presentaciones en Estados Unidos.
El éxito le abrumó en los Estados Unidos, donde la única escala en listas fue "Tarzan Boy", gracias a la posterior inclusión en 3 comerciales y después en la película Teenage Mutant Ninja Turtles III (1993). Sin embargo, la incapacidad de ofrecer un tema innovador y comparable al éxito anterior, lo llevó a desaparecer de la escena musical, sin tener mayores noticias sobre su actividad personal hasta su muerte. 
En 1994, decidió instalarse definitivamente en Milán, donde fue diagnosticado con el virus del VIH/sida, a la cual sólo sobrevivió unos cuantos meses. Regresó a Irlanda del Norte, donde decidió pasar los últimos meses de su vida.
Murió en su natal Londonderry  el 29 de marzo de 1995, a la prematura edad de 37 años. Un portavoz de la familia emitió la siguiente declaración después de su muerte: "Él se enfrentó a su enfermedad con valentía y murió con gran dignidad". 
En el centro de Derry  recibió una placa conmemorativa.

## Miembros
- Maurizio Bassi - Voz, teclado, piano
- Jimmy McShane - Voz, coros
- Naymi Hackett - Voz
- Giorgio Cocilovo - Guitarra líder
- Claudio Bazzari - Guitarra rítmica
- Pier Michelatti - Bajo
- Gabriele "Lele" Melotti - Batería y percusión

## Discografía[8]

### Álbumes
- Living in the Background (1985)
- World Re-Mix (1986)
- Survivor in Love (1987)

### Álbumes recopilatorios
- Tarzan Boy: The World of Baltimora (2010)

### Sencillos
- "Tarzan Boy" (1985)
- "Living in the Background" (1985)
- "Woody Boogie" (1985)
- "Juke Box Boy" (1985)
- "Key Key Karimba" (1987)
- "Global Love (Con Linda Wesley") (1987)
- "Survivor in Love" (1987)
- "Call Me in the Heart of the Night" (1987)
- "Tarzan Boy" (1993 Remix)

### Videos musicales
- Tarzan Boy
- Woody Boogie
- Juke Box Boy
- Key Key Karimba